# La vera costanza (Anfossi)
La vera costanza (La verdadera constancia) es un drama jocoso operístico en tres actos con música de Pasquale Anfossi. El libreto en italiano influido por la comédie larmoyante es obra de Francesco Puttini. La ópera precedió a la versión más conocida del mismo tema musicada por Joseph Haydn, que se estrenó, sobre el mismo libreto, tres años más tarde. Se estrenó el 2 de enero de 1776 en el Teatro delle Dame, Roma. Tuvo éxito y se estrenó por toda Europa a lo largo de las dos décadas posteriores.